# Unterweickenhof
Unterweickenhof ist ein Stadtteil von Velburg im Oberpfälzer Landkreis Neumarkt in der Oberpfalz.

## Geografie
Der Weiler liegt 6,5 km nordwestlich von Velburg an der Kreisstraße NM 37. Westlich des Ortes fließt die Schwarze Laber und weiter in 1,1 km Entfernung verläuft die A 3.

## Geschichte
Der ehemalige Ortsteil der Gemeinde Oberwiesenacker wurde im Zuge der Gemeindegebietsreform am 1. Mai 1978 nach Velburg eingemeindet. Die Kapelle St. Lorenz stammt aus dem 17. Jahrhundert, die Langhausmauern sind mittelalterlich. 